# Parga
Parga (grško Πάργα, latinizirano: Párga, izgovorjava [ˈpaɾɣa]) je mesto in občina v severozahodnem delu regionalne enote Preveza v Epiru, severozahodna Grčija. Sedež občine je vas Kanallaki. Parga leži na jonski obali med mestoma Preveza in Igoumenitsa. Je letoviško mesto, znano po naravnem okolju.

## Občina
Sedanja občina Parga je bila ustanovljena z reformo lokalne samouprave leta 2011 z združitvijo naslednjih dveh nekdanjih občin, ki sta postali občinski enoti:
- Fanari
- Parga

Občina meri 274.796 km², naselje pa 68.903 km².

## Zgodovina
V antiki je območje naseljevalo grško pleme Tesprotijcev. V bližini Parge so odkrili mikenske grobnice v obliki tolosov. V pozni helenistični dobi je bilo tam starodavno mesto Toryne. Ime je dobilo zaradi oblike svoje plaže (grško Τορύνη 'zajemalka9).
Sama Parga se prvič omenja leta 1318; ime je najverjetneje slovanskega izvora. Dve leti pozneje je epirski despot Nicholas Orsini mesto in prihodke od nasadov sladkornega trsa neuspešno ponudil Beneški republiki v zameno za beneško pomoč proti Bizantinskemu cesarstvu. Med epirskim uporom leta 1338/39 proti bizantinskemu cesarju Androniku III. Paleologu je Parga ostala zvesta cesarju. Mesto je v 1390-ih prišlo pod nadzor albanskega vladarja Gjin Bua Shpata iz Arte. Vonko, ki je bil tudi vazal Benečanov v Fanariju, je bil v tem času guverner Parge. Po Shpatovi smrti si je leta 1400 poskušal razdeliti fevd. Meščani so njegovo vladavino imeli za tiransko, so ga strmoglavili in Benečane zaprosili za zaščito.
Mesto je prešlo pod beneški nadzor leta 1401 in je bilo upravljano kot celinska eksklava beneške posesti Krf pod kastelanom. Osmanski napadi so bili še posebej močni sredi 15. stoletja, saj je senat leta 1454 meščanom mesta podelil 10-letno oprostitev plačila davkov. Romanitska judovska skupnost je bila zabeležena leta 1496 v beneški Pargi.
Skozi 16. stoletje je bila Parga del beneških posesti v obalnem Epirju. Leta 1570 so protiosmanski uporniki, ki jim je poveljeval Emmanuel Mormoris in jim je začasno uspelo strmoglaviti osmansko oblast iz obalnih regij Epira, uporabili Pargo kot bazo za operacije. Parga pod beneškim nadzorom je bila v tem obdobju v pogostih lastninskih sporih s sosednjim Margaritijem pod osmanskim nadzorom in je bila tarča nenehnih napadov. Vzrok za trenja je povezan z nasprotujočimi si interesi Benečanov in albanskih begov Margariti za nadzor kmetijskega ozemlja med mestom Parga in celinskim ozemljem. Takšen napad na obalno pristanišče so leta 1558 organizirali nekdanji krščanski spahi iz Agie (danes del občine Parga) in domačini vasi, ki so po beneških poročilih vsakodnevno nadlegovali Pargo. 
Odnosi med frakcijama so nihali glede na politične interese. Generalni poveljnik beneške flote Sebastiano Vernier († 1578) je dajal prednost previdni politiki reševanja konfliktov s prebivalci Margaritija, pa tudi prijateljskim odnosom z Albanci, zvestimi Benetkam, ki so nadzorovali območje okoli Parge. V 17. stoletju so se njuni odnosi poslabšali in Parga je bila pogosta tarča napadov begov Margaritijev, zlasti v letih 1640-42. V teh dveh letih je zastopnik (bailo) Benetk na osmanskem dvoru vložil uradno protestno noto zaradi napadov Margaritija na beneško Pargo.
Med osmansko vladavino v Epiru so prebivalci Parge nenehno podpirali grške revolucionarne dejavnosti. Razen kratkih obdobij osmanske posesti je mesto ostalo v beneških rokah do padca Beneške republike leta 1797. Nato je prešlo pod Francijo. Ko so se odnosi med Francijo in Ali Pašo poslabšali zaradi njegovih ambicij proti celinski eksklavi Pargi, so Francozi dvakrat razmišljali o uporabi mož svojega albanskega polka proti celini, vendar se iz teh načrtov ni izšlo nič. Vodilna osebnost političnega življenja Parge v tem prehodnem obdobju je bil Hasan Çapari, močan nasprotnik Ali Paše in zelo bogat posestnik iz bližnjega Margaritija, ki je leta 1807 iskal rusko podporo, češ da kraljeva mornarica »nadleguje prebivalce Parga«.  Leta 1812 je sosednje naselje Agia, ki je pripadalo Pargi, zavzel osmanski general Daut Beg, nečak Ali Paše. Nato je pobil in zasužnjil lokalno prebivalstvo. Daut je bil med naslednjim obleganjem Parge ubit.  Leta 1815, ko je Francozi propadli, so se državljani Parge uprli francoski vladavini in poiskali zaščito pri Britancih. Leta 1819 so Britanci prepustili nadzor nad mestom Ali Paši iz Janine (tema kasnejše slike Francesca Hayeza Begunci iz Parge) v zameno za denarno poravnavo, mesto pa je pozneje prešlo pod popolno osmansko oblast. Ta odločitev je bila zelo nepriljubljena med prebivalci Parge, pretežno grško naseljene in izrazito probenečanske naselbine. Parga je nato prenehala zagotavljati zatočišče za Klephte in Souliotes in mnogi prebivalci Parge so se preselili na bližnji Krf, namesto da bi živeli pod osmansko oblastjo. Kot takšno so Pargo popolnoma zapustili njeni prebivalci po britanskem odhodu in predaji Ali Paši leta 1819. Ali Paša je pripeljal lokalno albanske govoreče prebivalce iz Čamerije, da bi ponovno naselil Pargo. Leta 1830 je osmanski general Kutahi paša v svojem poskusu obnovitve vladavine in pravičnosti v regiji povabil prebivalce Parge, naj se vrnejo v domovino.
V prvem letu grške vojne za neodvisnost (1821) je osmansko garnizijo v Pargi neuspešno napadla majhna sila Souliotes in moški iz lokalne diaspore. Leta 1831 je Rešid Mehmed paša v Pargo naselil nekaj muslimanskih begunskih družin s Peloponeza. Po poročilu grškega vicekonzula iz leta 1877 je v Pargi živelo 365 krščanskih in 180 muslimanskih družin. Leta 1877 je bil v Pargi prevladujoč jezik grščina, saj je celo lokalni muslimanski element govoril grško, nekateri med njimi pa tudi albanščino. V zgodnjem 20. stoletju je bil poleg albansko govorečih znaten del parških muslimanov grško govorečih in Romi, od katerih so se mnogi priselili na to območje iz južne Grčije po grški osamosvojitveni vojni leta 1821. Osmanska vladavina v Pargi in preostalem Epiru se je končala leta 1913 po zmagi Grčije v balkanskih vojnah in mesto je postalo del Grčije. Zaradi izmenjave prebivalstva med Grčijo in Turčijo je država Grčija novembra 1924 prepeljala v Turčijo 1500 albansko govorečih muslimanov iz Parge, ker niso bili albanskega porekla. Muslimani iz Parge so leta 1913 pridobili osmansko državljanstvo, a so se mu pozneje odpovedali. Na podlagi tega jih je grška vlada štela za turške. Zaradi protestov je bila ustanovljena mešana komisija pri Društvu narodov s predstavniki Grčije in Albanije. 2. februarja 1926 je Qenan Mesare, albanski predstavnik, protestiral proti prisilnim preselitvam v Turčijo iz regije Čamerija, poslabšanju življenjskih pogojev za skupnost in se posebej skliceval na vas Parga, kjer je bila večina premeščena v Turčija. Leta 1927 je skupina 20 muslimanskih družin vložila peticijo za razveljavitev njihove načrtovane zamenjave. Tej majhni skupini je na koncu dovolilo, da ostane v Pargi s posredovanjem Društva narodov, zaradi česar je bil njihov status "nezamenljiv".
Med okupacijo Grčije s strani Osi avgusta 1943 je bila Parga tarča nemške protigverilske operacije, imenovane Augustus. Enotam Wehrmachta so aktivno pomagale enote italijanske vojske in oborožene albanske skupine Čam pod vodstvom Nurija Dina, Mazarja Dina in Abdula Qasima. 10. avgusta 1943 sta se Nacionalna republikanska grška liga (EDES) in Čam Balli Kombëtar (BK) sestala v Pargi, ki so se ga udeležili predstavniki obeh organizacij, vključno z Mazarjem Dinom. 28. junija 1944 je EDES zavzel vas in ubil 52 Albancev. Naslednji mesec je levičarska Nacionalna osvobodilna fronta (EAM) aretirala 40 lokalnih muslimanov in jih usmrtila. Preostale pripadnike muslimanske skupnosti so rešile enote EDES. Na splošno so bili nasilni incidenti poleti-jeseni 1944 precej omejeni in civilna muslimanska skupnost ni bila ogrožena. Med spopadi, ki so povzročili nemški umik, so imele čete Osi okoli Parge oboroženo podporo enot Čam. Ob koncu vojne so preostali muslimanski Čami pobegnili v Albanijo. Albanščino še vedno govori del prebivalcev v občini, ki obsega veliko širše območje kot je neposredna okolica same Parge. V naseljih v nižini Fanari se še vedno govori albanščina, medtem ko v nekaterih naseljih, kot sta Anthousa in Kanallaki, nekaj ljudi v sodobnem času še vedno govori najbližje obstoječe različice suliotske albanščine.
Različne kulturne in izobraževalne ustanove v Pargi so bile postavljene zaradi zapuščine uglednih domačinov, kot je Athanasios Deskas. Sodobno mesto na splošno ohranja svoje tradicionalne arhitekturne značilnosti.

## Grad Parga
Grad, ki je stal na vrhu hriba nad mestom, je služil za zaščito mesta pred vdori s kopnega in morja. Prvotno so ga v 11. stoletju zgradili prebivalci Parge, da bi zaščitili svoje mesto pred pirati in Osmani. V 13. stoletju, ko se je njihov nadzor nad regijo povečal, so Benečani obnovili grad, da bi utrdili območje. Leta 1452 so Pargo in grad dve leti zasedli Osmani; del gradu je bil takrat porušen. Leta 1537 je osmanski admiral Hayredin Barbarossa požgal in uničil trdnjavo in hiše v njej.
Pred prezidavo gradu leta 1572 s strani Benečanov so ga Turki še enkrat podrli. Benečani so ga tretjič in zadnjič obnovili in ustvarili močnejšo trdnjavo, ki je ostala nepremagljiva do leta 1819 kljub napadom, zlasti Ali paše iz Janine. Živila za grad so prevažali preko dveh zalivov v Valtosu in Pogoniji. Ko je bila Parga prodana Osmanom, je Ali Paša naredil strukturne dodatke k gradu, vključno s turško kopeljo in svojimi haremskimi četrtmi, ki jih je zgradil na vrhu trdnjave. Na obokanih vratih ob zidu grajskega vhoda je viden krilati lev Agios Markos. Druge podrobnosti o vhodu vključujejo ime ANTONIO BERVASS 1764, simbole Ali Paše, dvoglave orle in sorodne napise.

## Geografija
Mesto Parga, zgrajeno amfiteatralno, stoji med gorato obalno regijo Preveza in Igoumenitso. Znano je kot Epirska nevesta. Poleti prihajajo turisti iz Paxosa, Antipaxosa in Krfa z ladjo.
V bližini mesta so plaže, vključno z Valtos, Kryoneri, Piso Kryoneri, Lichnos, Sarakiniko in Ai Giannaki.
Plaža Valtos je ena najdaljših plaž v Pargi. Je v bližini gradu. Zaradi čiste vode in bližine mesta privablja številne turiste. Kastro Point, ki je na isti plaži, je priljubljen med deskarji zaradi odličnih pogojev za deskanje. Vendar pa je zahtevana raven spretnosti visoka in mesto je najbolj primerno za naprednejše deskarje.
Plaža Krioneri, glavna plaža Parge, je nedaleč stran od središča mesta. Na drugi strani zaliva je otoček Device Marije.
Plaža Lichnos, ena od plaž Parge, je 3 km od mesta in se razprostira na območju 2 hektarjev.
Plaža Agios Sostis je majhna plaža na severozahodni strani vasi Anthoussa. V bližini stoji cerkvica, zgrajena v 14. stoletju.
Plaža Sarakiniko je znana plaža na zahodni strani vasi Agia, v bližini majhne reke in oljčnih dreves, približno 12 km od centra mesta. Majhni čolni povezujejo plažo s pristaniščem Parga.

### Podnebje
V Pargi vlada vroče poletno sredozemsko podnebje (Köppen Csa). Padavine padejo predvsem v zimskih mesecih, poleti pa malo. Mesto doživlja blage zime in vroča, suha poletja. Povprečna letna temperatura je 16,5 °C, s približno 1219 mm  padavin letno.
- 360-stopinjski panoramski pogled na Pargo
- Otok Panagia ob obali Parge
- Panoramski pogled na plažo Valtos
- Plaža Lichnos